# 1846年逝世人物列表
下面是1846年逝世的知名人士列表。
1846年逝世人物列表：1月 - 2月 - 3月 - 4月 - 5月 - 6月 - 7月 - 8月 - 9月 - 10月 - 11月 - 12月

## 2月

### 21日
- 日本仁孝天皇

### 27日
- 瑪麗亞·特立尼達·桑切斯，多明尼加獨立戰爭的女英雄

## 3月

### 17日
- 弗里德里希·貝塞爾，德國數學家和天文學家

## 5月

### 11日
- 簡·歐文·哈裡森，事實上的美國第一夫人

### 12日
- 羅伯特·奧特威爵士，英國海軍上將

### 23日
- Franciszek Ksawery Drucki-Lubecki，波蘭政治家

## 6月

### 1日
- 教皇格列高利十六世

### 8日
- 魯道夫·托普弗，瑞士作家、畫家和漫畫家

### 13日
- 讓-巴蒂斯特·貝努瓦·埃裡耶斯，法國地理學家、作家和翻譯家

## 8月

### 5日
- 多蘿西·湯瑪斯，加勒比海企業家和前奴隸

### 16日
- 撒母耳·漢弗萊斯，美國海軍建築師
- 西爾萬·查理斯·瓦萊，法國元帥

## 9月

### 14日
- 雅克·杜普雷，路易士安那州眾議員、州參議員和州長

### 23日
- 約翰·安斯沃思·霍羅克斯，英國出生的南澳大利亞探險家

### 26日
- 湯瑪斯·克拉克森，英國廢奴主義者（生於1760年）[1]

## 10月

### 2日
- 本傑明·沃特豪斯，美國醫生、醫學教授

### 15日
- 巴吉都，緬甸國王

## 11月

### 6日
- 亞歷山大·查夫恰瓦澤，喬治亞浪漫主義詩人，軍事人物
- 卡羅爾·瑪律辛科夫斯基，波蘭醫生，社會活動家

### 11日
- 何塞·埃斯科拉斯蒂科·马林，薩爾瓦多政治家

### 12日
- 威廉·芬德利，美國政治家

## 12月

### 18日
- 艾米莉·霍格奎斯特，瑞典戲劇明星

### 29日
- 馬泰利·馬格達萊娜·庫瓦拉塔爾，芬蘭-卡累利阿民謠歌手

## 日期不詳
- 瑪麗亞·梅迪納·科利，義大利醫生